# Anne Frank Zappa
Anne Frank Zappa was een Rotterdamse garagepunkband die actief was van 2008 tot 2011.

## Bandleden
- Jerry Hormone – gitaar en zang
- Elle Bandita – gitaar en zang
- Marcel Alexander Wiebenga – drums en zang

## Muzikale stijl
Het geluid van de band kenmerkt zich door een hoog volume resulterend in vervorming, veelvuldig gebruik van gitaarfeedback en het ontbreken van een basgitaar. De nummers zijn kort, maximaal anderhalve minuut, en zowel wat betreft tekst als muziek repetitief van opzet.

## Geschiedenis en ontvangst
In 2010 bracht Stardumb Records Anne Frank Zappa’s zes nummers tellende vinyl-ep AFZ uit. Deze werd in binnen- en buitenland overwegend goed ontvangen.
Ter promotie van de ep werd bij het nummer I Breathe Fire een videoclip opgenomen, waarin een ode wordt gebracht aan blackmetalbands als Mayhem en Immortal.
De naam “Anne Frank Zappa” is een porte-manteau van “Anne Frank”, de Joodse schrijfster en slachtoffer van de Holocaust, en “Frank Zappa”, de Amerikaanse componist en gitarist. Niet iedereen kon de bandnaam waarderen. Op 15 december 2010 schreef muziekjournalist Jan Vollaard op Twitter: “Anne Frank Zappa is géén leuke bandnaam. En de muziek stinkt.”
Op 15 september 2011 speelde Anne Frank Zappa voor het laatst, op het Incubate festival in Tilburg.

## Discografie
- 2010 - AFZ